# Daisuke Oku
Daisuke Oku (奥 大介, Oku Daisuke) est un footballeur japonais, né le 7 février 1976 à Amagasaki dans la préfecture de Hyōgo au Japon et mort dans un accident de voiture le 17 octobre 2014.

## Palmarès
- Coupe d'Asie des nations 2000
- Championnat du Japon 2004